# Біличі (Ковельський район)
Бі́личі (англ. "Bilychi") — село в Україні, Ковельського району Волинської області, входить до складу Смідинської ТГ.

## Історія
Перша згадка у 1547 році, на той момент нинішні землі с. Біличі були у складі Польсько-Литовської унії. Назву села місцеві жителі пов'язують із великою кількістю родовищ білої глини.
У 1906 році село входило до складу Грибовицької волості Володимир-Волинського повіту Волинської губернії. Відстань від повітового міста 24 версти, від волості 4. Дворів 79, мешканців 509.
У 1991 р. після розпаду СРСР Біличі увійшли до складу незалежної України.

## Опис
Наявне автобусне сполучення з м. Ковель.  Через село проходить залізничне сполучення Ковель - Ягодин. Відстань до міжнародної автотраси "Київ-Ковель- Ягодин" - 3,5 км.
Переважна більшість жителів займається власним селянським господарством. В селі є продовольчий магазин, до 2020 року працював фельдшерсько-акушерський пункт.
Біличівська загальноосвітня школа І ступеня була заснована в 1993 р., знаходиться у центрі села. У 2009 р. в школі навчалося 16 дітей, працювало З вчительки. За час функціонування закладу початкову освіту здобули більше 50 осіб. Зачинена у 2021 р. На території розташований дитячий майданчик і стадіон.
У Біличах є велика кількість зелених насаджень - загальносільський садок, парк, на околицях оточене лісами.
За 5 км від населеного пункту знаходиться курортна зона - озеро Сомин.
День села в мирний час відзначали у першу неділю осені.

## Населення
Згідно з переписом УРСР 1989 року чисельність наявного населення села становила 229 осіб, з яких 104 чоловіки та 125 жінок.
За переписом населення України 2001 року в селі мешкало 246 осіб.
Станом на 2022р. зареєстровано 228 особи, з них чоловіки - 104, жінки -124; 60 з яких діти до 18р.
Нараховується 79 дворів.
100% населення вказало своєю рідною мовою українську.